# NASCAR Sprint Cup 2010
De NASCAR Sprint Cup 2010 was het 62e seizoen van het belangrijkste NASCAR kampioenschap dat in de Verenigde Staten gehouden wordt en het derde jaar dat het kampioenschap doorging onder de naam Sprint Cup. Het seizoen startte op 14 februari met de Daytona 500, voorafgegaan door de exhibitiewedstrijd Budweiser Shootout en de Daytona kwalificatieraces Gatorade Duels en eindigde op 21 november met de Ford 400. Het seizoen werd voor de zevende keer beslecht met de Chase for the Championship eindronde. Jimmie Johnson won het kampioenschap voor de vijfde keer op rij.

## Races
Top drie resultaten, exhibitie- en kwalificatiewedstrijden staan niet vermeld.
| '                          | Datum  | Race                                     | Circuit                         | Winnaar            | Tweede             | Derde              |
| 1                          | 14-feb | Daytona 500                              | Daytona International Speedway  | Jamie McMurray     | Dale Earnhardt jr. | Greg Biffle        |
| 2                          | 21-feb | Auto Club 500                            | Auto Club Speedway              | Jimmie Johnson     | Kevin Harvick      | Jeff Burton        |
| 3                          | 28-apr | Shelby American                          | Las Vegas Motor Speedway        | Jimmie Johnson     | Kevin Harvick      | Jeff Gordon        |
| 4                          | 7-mrt  | Kobalt Tools 500                         | Atlanta Motor Speedway          | Kurt Busch         | Matt Kenseth       | Juan Pablo Montoya |
| 5                          | 21-mrt | Food City 500                            | Bristol Motor Speedway          | Jimmie Johnson     | Tony Stewart       | Kurt Busch         |
| 6                          | 29-mrt | Goody's Fast Pain Relief 500             | Martinsville Speedway           | Denny Hamlin       | Joey Logano        | Jeff Gordon        |
| 7                          | 10-apr | Subway Fresh Fit 600                     | Phoenix International Raceway   | Ryan Newman        | Jeff Gordon        | Jimmie Johnson     |
| 8                          | 18-apr | Samsung Mobile 500                       | Texas Motor Speedway            | Denny Hamlin       | Jimmie Johnson     | Kyle Busch         |
| 9                          | 25-apr | Aaron's 499                              | Talladega Superspeedway         | Kevin Harvick      | Jamie McMurray     | Juan Pablo Montoya |
| 10                         | 1-mei  | Crown Royal 400                          | Richmond International Raceway  | Kyle Busch         | Jeff Gordon        | Kevin Harvick      |
| 11                         | 8-mei  | Southern 500                             | Darlington Raceway              | Denny Hamlin       | Jamie McMurray     | Kurt Busch         |
| 12                         | 16-mei | Autism Speaks 400                        | Dover International Speedway    | Kyle Busch         | Jeff Burton        | Matt Kenseth       |
| 13                         | 30-mei | Coca-Cola 600                            | Charlotte Motor Speedway        | Kurt Busch         | Jamie McMurray     | Kyle Busch         |
| 14                         | 6-jun  | Gillette Fusion ProGlide 500             | Pocono Raceway                  | Denny Hamlin       | Kyle Busch         | Tony Stewart       |
| 15                         | 13-jun | Heluva Good! Sour Cream Dips 400         | Michigan International Speedway | Denny Hamlin       | Kasey Kahne        | Kurt Busch         |
| 16                         | 20-jun | Toyota/Save Mart 350                     | Infineon Raceway                | Jimmie Johnson     | Robby Gordon       | Kevin Harvick      |
| 17                         | 27-jun | Lenox Industrial Tools 301               | New Hampshire Motor Speedway    | Jimmie Johnson     | Tony Stewart       | Kurt Busch         |
| 18                         | 3-jul  | Coke Zero 400                            | Daytona International Speedway  | Kevin Harvick      | Kasey Kahne        | Jeff Gordon        |
| 19                         | 10-jul | LifeLock.com 400                         | Chicagoland Speedway            | David Reutimann    | Carl Edwards       | Jeff Gordon        |
| 20                         | 25-jul | Brickyard 400                            | Indianapolis Motor Speedway     | Jamie McMurray     | Kevin Harvick      | Greg Biffle        |
| 21                         | 1-aug  | Pennsylvania 500                         | Pocono Raceway                  | Greg Biffle        | Tony Stewart       | Carl Edwards       |
| 22                         | 8-aug  | Heluva Good! Sour Cream Dips at The Glen | Watkins Glen International      | Juan Pablo Montoya | Kurt Busch         | Marcos Ambrose     |
| 23                         | 15-aug | Carfax 400                               | Michigan International Speedway | Kevin Harvick      | Denny Hamlin       | Carl Edwards       |
| 24                         | 21-aug | Irwin Tools Night Race                   | Bristol Motor Speedway          | Kyle Busch         | David Reutimann    | Jamie McMurray     |
| 25                         | 5-sep  | Emory Healthcare 500                     | Atlanta Motor Speedway          | Tony Stewart       | Carl Edwards       | Jimmie Johnson     |
| 26                         | 11-sep | Air Guard 400                            | Richmond International Raceway  | Denny Hamlin       | Kyle Busch         | Jimmie Johnson     |
| Chase for the Championship |        |                                          |                                 |                    |                    |                    |
| 27                         | 19-sep | Sylvania 300                             | New Hampshire Motor Speedway    | Clint Bowyer       | Denny Hamlin       | Jamie McMurray     |
| 28                         | 26-sep | AAA 400                                  | Dover International Speedway    | Jimmie Johnson     | Jeff Burton        | Joey Logano        |
| 29                         | 3-okt  | Price Chopper 400                        | Kansas Speedway                 | Greg Biffle        | Jimmie Johnson     | Kevin Harvick      |
| 30                         | 10-okt | Pepsi Max 400                            | Auto Club Speedway              | Tony Stewart       | Clint Bowyer       | Jimmie Johnson     |
| 31                         | 16-okt | Bank of America 500                      | Charlotte Motor Speedway        | Jamie McMurray     | Kyle Busch         | Jimmie Johnson     |
| 32                         | 24-okt | TUMS Fast Relief 500                     | Martinsville Speedway           | Denny Hamlin       | Mark Martin        | Kevin Harvick      |
| 33                         | 31-okt | AMP Energy 500                           | Talladega Superspeedway         | Clint Bowyer       | Kevin Harvick      | Juan Pablo Montoya |
| 34                         | 7-nov  | AAA Texas 500                            | Texas Motor Speedway            | Denny Hamlin       | Matt Kenseth       | Mark Martin        |
| 35                         | 14-nov | Kobalt Tools 500                         | Phoenix International Raceway   | Carl Edwards       | Ryan Newman        | Joey Logano        |
| 36                         | 21-nov | Ford 400                                 | Homestead-Miami Speedway        | Carl Edwards       | Jimmie Johnson     | Kevin Harvick      |

## Eindstand - Top 12

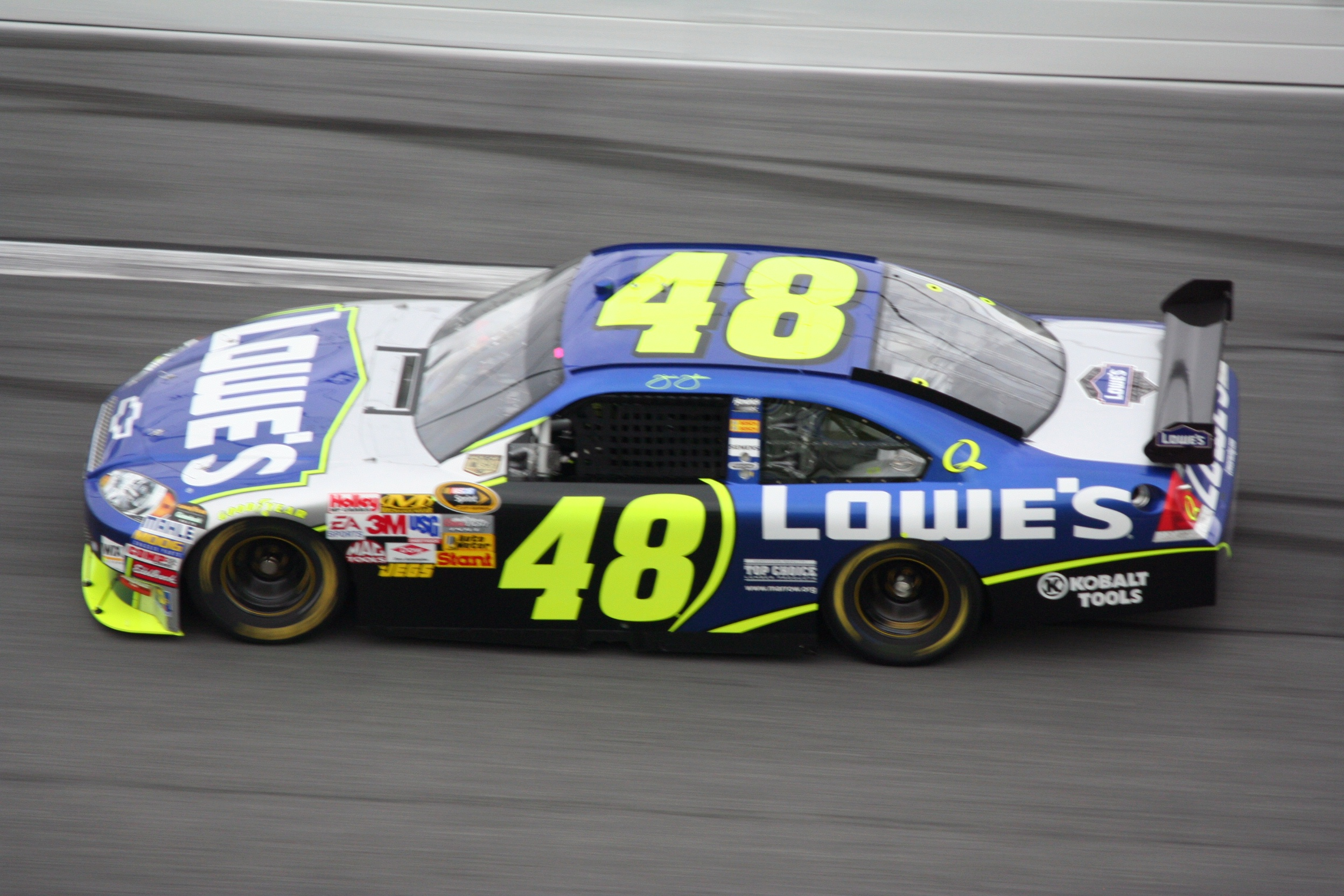
Jimmie Johnson en zijn Chevrolet Impala, winnaar van het kampioenschap.

Eindstand na de Chase for the Championship, aantal overwinningen (W) en punten (Ptn).
|    | Coureur        | Team                     | Auto      | W | Ptn  |
| -- | -------------- | ------------------------ | --------- | - | ---- |
| 1  | Jimmie Johnson | Hendrick Motorsports     | Chevrolet | 6 | 6622 |
| 2  | Denny Hamlin   | Joe Gibbs Racing         | Toyota    | 8 | 6583 |
| 3  | Kevin Harvick  | Richard Childress Racing | Chevrolet | 3 | 6581 |
| 4  | Carl Edwards   | Roush Fenway Racing      | Ford      | 2 | 6393 |
| 5  | Matt Kenseth   | Roush Fenway Racing      | Ford      | 0 | 6294 |
| 6  | Greg Biffle    | Roush Fenway Racing      | Ford      | 2 | 6247 |
| 7  | Tony Stewart   | Stewart Haas Racing      | Chevrolet | 2 | 6221 |
| 8  | Kyle Busch     | Joe Gibbs Racing         | Toyota    | 3 | 6182 |
| 9  | Jeff Gordon    | Hendrick Motorsports     | Chevrolet | 0 | 6176 |
| 10 | Clint Bowyer   | Richard Childress Racing | Chevrolet | 2 | 6155 |
| 11 | Kurt Busch     | Penske Racing            | Dodge     | 2 | 6142 |
| 12 | Jeff Burton    | Richard Childress Racing | Chevrolet | 0 | 6033 |